# In Hac Sublimi

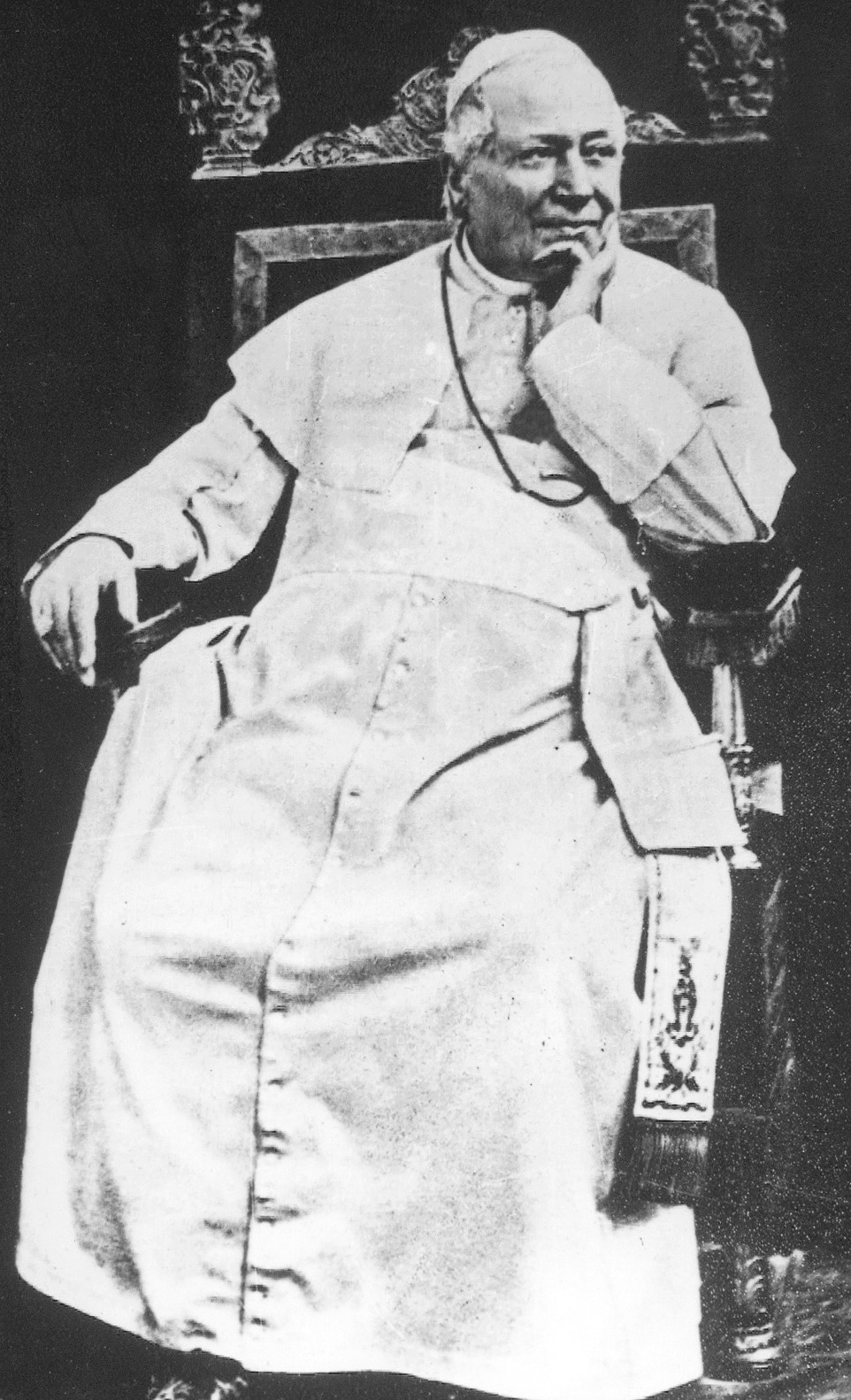
Paus Pius IX

In hac sublimi was een apostolische constitutie, uitgevaardigd door paus Pius IX op 21 augustus 1871, waarin nieuwe bepalingen werden vastgelegd voor een toekomstig conclaaf.

## Voorgeschiedenis
Nadat in 1870 de Kerkelijke Staat door het koninkrijk Italië geannexeerd was, waardoor de paus van elke wereldlijke macht was uitgesloten, groeide bij Pius IX de vrees dat bij het conclaaf volgend op zijn dood de nieuwe Italiaanse machthebbers hun stempel zouden willen drukken op de verkiezing van een nieuwe pontifex. Deze vrees bleek niet geheel onterecht toen na de dood van Pius IX voornamelijk uit protestantse hoek aangedrongen werd op beslissingsbevoegdheid voor de wereldlijke macht bij de keuze van een nieuwe geestelijk leider.

## Inhoud constitutie
Met In hac sublimi brak Pius IX met alle bepalingen betreffende het conclaaf zoals in het verleden vastgelegd. Bepaald werd, dat enige wereldlijke inmenging in het kiesproces verboden werd, waardoor het Ius Exclusivae, het vetorecht, kwam te vervallen. Het stond de kardinalen zelf echter wel vrij bepaalde kandidaten uit te sluiten voor een eventuele verkiezing.
Door de gespannen verhouding tussen het koninkrijk Italië en het Vaticaan werd vastgelegd, dat het aan het college kardinalen was om te bepalen wanneer en waar het conclaaf gehouden moest worden, wat inhield dat dit ook buiten Vaticaanstad kon plaatsvinden. Om de periode van de sedisvacatie te bekorten bepaalde Pius IX tevens, dat het conclaaf moest beginnen wanneer de helft plus een van de kiesgerechtigde kardinalen bijeen waren. Daarbij bleef de 2/3 meerderheid die nodig was om tot paus verkozen te worden wel van kracht.

## Nasleep
Op In hac sublimi volgden nog twee apostolische constituties die betrekking hadden op een toekomstig conclaaf: Licet per apostolicas (8 september 1874) en Consulturi (10 oktober 1877).
Buiten deze regelgeving nam Pius IX ook andere besluiten om de continuïteit van het pausschap te garanderen. Zo benoemde hij vooral van 1870 verschillende kardinalen die niet uit Italië afkomstig waren, om zo ook de steun van andere landen (Spanje, Frankrijk en de dubbelmonarchie Oostenrijk-Hongarije) voor de paus te garanderen.
Bij het conclaaf van 1878, volgend op de dood van Pius IX, traden de nieuwe constituties in werking. Hoewel binnen het kardinalencollege aanvankelijk weerstand bestond tegen het houden van het conclaaf binnen het Vaticaan –als alternatief werd onder andere aan een locatie in Spanje gedacht- vond dit toch plaats in de Sixtijnse Kapel aldaar. Na de derde stemronde was Giocchino Pecci gekozen, die de naam Leo XIII aannam.